# Vara nu dorm
„Vara nu dorm”  este un disc single lansat de cântărețul român Connect-R. A fost lansat pe data de 1 mai 2012 și este prima piesă cântată în limba română după o serie de discuri single interpretate în engleză. „Vara nu dorm” este o piesă optimistă, cu influențe reggae și se referă la distracția din zilele de vară.

## Poziția în clasamente
| Clasamentul      | Poziția maximă | Referință |
| ---------------- | -------------- | --------- |
| Romanian Top 100 | 1              | [ 3 ]     |